# Alessandro Mori Nunes
Alessandro Mori Nunes, auch als Alessandro bekannt, (* 10. Januar 1979 in Assis Chateaubriand) ist ein ehemaliger brasilianischer Fußballspieler.

## Karriere
Seine Karriere begann Alessandro 1993 beim Verein Flamengo, wo er einen 10-Jahres-Vertrag unterschrieb. Im Laufe seiner Karriere war er bei den Vereinen Palmeiras São Paulo, Dynamo Kiew, Cruzeiro Belo Horizonte, Grêmio Porto Alegre unter Vertrag. Zum Abschluss unterschrieb er einen 5-Jahres-Vertrag beim Verein Corinthians São Paulo. Nach Ablauf des Vertrages beendete er seine Karriere.

## Erfolge
Flamengo
- Copa dos Campeões: 2001